# USS H-1 (SS-28)
USS H-1 (SS-28) – amerykański okręt podwodny typu H, zwodowany 6 maja 1913 roku w stoczni Union Iron Works, przyjęty do służby w marynarce amerykańskiej 1 grudnia 1913 roku. 12 marca 1920 roku okręt osiadł na mieliźnie, 24 marca zaś zatonął podczas holowania.